# Pogonoscopus myrmex
Pogonoscopus myrmex  (лат.) — вид мирмекофильных прыгающих цикадок (Cicadellidae) из подсемейства Eurymelinae. Эндемик Австралии. Встречается в Западной и Юго-восточной Австралии, а также в штате Виктория. Коричнево-чёрного цвета (на надкрыльях две белые отметины), длина около 9 мм, наибольшая ширина через пронотум — 3 мм. Обнаружен в муравейниках Camponotus terebrans (Lowne, 1865) и Camponotus gouldianus Forel, 1922. Относится к мирмекофильной трибе Pogonoscopini, которые как инквилины днём живут в муравейниках, а ночью кормятся на растениях под охраной тех же муравьёв (Day & Pullen 1999).